# Campeonato Sudamericano de Béisbol 1966
El Campeonato Sudamericano de Béisbol 1966 fue la quinta versión del torneo organizado por la Confederación Sudamericana de Béisbol (CSB), que se llevó a cabo el 23 de noviembre al 1 de diciembre de 1966 en Guayaquil, Ecuador  . Todos los juegos se disputaron en el Estadio Yeyo Uraga.

## Ronda Única
| Posición | Equipo    | Ganados | Perdidos | C. Anotadas | C. Recibidas |
| -------- | --------- | ------- | -------- | ----------- | ------------ |
| 1        | Ecuador   | 6       | 0        | 50          | 6            |
| 2        | Brasil    | 4       | 2        | 45          | 21           |
| 3        | Perú      | 2       | 4        | 14          | 36           |
| 4        | Argentina | 0       | 6        | 16          | 61           |

## Calendario
| Juego    | Fecha           | Ganador   | Resultado | Perdedor  |
| -------- | --------------- | --------- | --------- | --------- |
| Juego 1  | 23 de noviembre | Argentina | 1-9       | Brasil    |
| Juego 2  | 23 de noviembre | Perú      | 0-4       | Ecuador   |
| Juego 3  | 24 de noviembre | Brasil    | 7-1       | Perú      |
| Juego 4  | 24 de noviembre | Argentina | 0-5       | Ecuador   |
| Juego 5  | 26 de noviembre | Brasil    | 1-8       | Ecuador   |
| Juego 6  | 26 de noviembre | Argentina | 2-4       | Perú      |
| Juego 7  | 29 de noviembre | Brasil    | 21-6      | Argentina |
| Juego 8  | 29 de noviembre | Ecuador   | 13-1      | Perú      |
| Juego 9  | 30 de noviembre | Perú      | 1-4       | Brasil    |
| Juego 10 | 30 de noviembre | Ecuador   | 16-1      | Argentina |
| Juego 11 | 1 de diciembre  | Perú      | 7-6       | Argentina |
| Juego 12 | 1 de diciembre  | Ecuador   | 4-3       | Brasil    |

| Bandera de Ecuador |
| Campeón Ecuador    |
| Segundo título     |